# آل بدور المعضاب (لودر)

تعديل مصدري - تعديل

آل بدور المعضاب هي إحدى قرى عزلة زارة بمديرية لودر التابعة لمحافظة أبين، بلغ تعداد سكانها 69 نسمة حسب تعداد اليمن لعام 2004.